# 紀元前764年
紀元前764年（きげんぜん764ねん）は、西暦による年。

## 他の紀年法
- 干支 : 丁丑
- 中国
  - 周 - 平王7年
  - 魯 - 恵公5年
  - 斉 - 荘公贖31年
  - 晋 - 文侯17年
  - 秦 - 文公2年
  - 楚 - 若敖27年
  - 宋 - 武公2年
  - 衛 - 武公49年
  - 陳 - 平公14年
  - 蔡 - 釐侯46年
  - 曹 - 恵伯32年
  - 鄭 - 武公7年
  - 燕 - 鄭侯元年
- 朝鮮
  - 檀紀1570年
- ユダヤ暦 : 2997年 - 2998年